# HC Vrchlabí
Der HC Stadion Vrchlabí ist ein tschechischer Eishockeyclub aus Vrchlabí, der seit 2022 in der drittklassigen 2. česká hokejová liga spielt.

## Geschichte
Die Eishockeyabteilung des TJ Stadion Vrchlabí wurde 1948 gegründet und spielte bis in die 1990er Jahre nur auf regionaler Ebene.
Die Heimspiele der Sektion wurden ab 1977 im fertiggestellten Zimní Stadion Vrchlabí, einem offenen Eisstadion, ausgetragen. 1997 ging aus dem TJ Stadion ein reiner Eishockeyverein hervor, der sich anschließend HC Vrchlabí nannte. 2000 begannen die Planungen für eine Überdachung des Stadions. 2002 wurde das Dach fertiggestellt und die Sanierung der  technischen Anlagen abgeschlossen. Seither fasst die Eishalle insgesamt 3000 Zuschauer, die nach dem Hauptsponsor DD Elektromont Aréna hieß. Ab 2005 spielte die erste Mannschaft des Clubs in der drittklassigen 2. česká hokejová liga und schaffte gleich in der ersten Saison die Playoff-Teilnahme. Ein Jahr später konnte sie die Meisterschaft der Spielklasse feiern und stieg in die 1. Liga auf.
Als sich der Hauptsponsor des Vereins DD Elektromont im Sommer 2011 zurückzog, ging der Verein in Insolvenz. Zur Fortführung des lokalen Eishockeysports wurde anschließend der HC Stadion Vrchlabí gegründet, der zunächst an der regionalen Amateur-Meisterschaft teilnahm. 2013 folgte der Aufstieg in die 2. česká hokejová liga. 2020 belegte der Klub den ersten Platz seiner Staffel und erwarb damit das Aufstiegsrecht in die 1. Liga.
2022 verkaufte der Club seine Lizenz der 1. Liga an den HC Dynamo Pardubice, mit dem er zuvor kooperiert hatte, und zog sich in die 2. česká hokejová liga zurück.

## Erfolge
- Meister der 2. Liga 2007, 2020